# Георгиев, Благой
Благо́й (Благо) Жо́рев Георги́ев (болг. Благой Жорев Георгиев; 21 декабря 1981, София, Болгария) — болгарский футболист, полузащитник. Бывший игрок сборной Болгарии.

## Клубная карьера

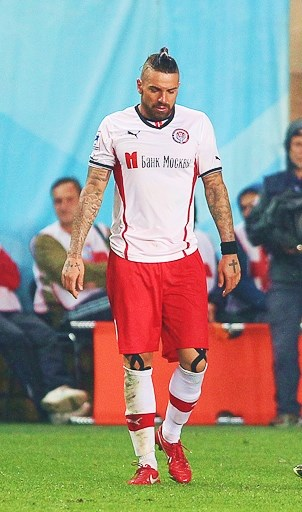
Благой в составе «Амкара»

Родился в Софии, первым клубом стала «Славия». Благой забил 24 мяча в 148 матчах. С января по июнь 2006 года играл в аренде в испанском клубе «Алавес». После этого перешёл в «Црвену Звезду», в составе которой выиграл чемпионат и Кубок Сербии. В команде он провёл сезон, после чего перешёл в немецкий «Дуйсбург» 12 августа 2007 года в матче против дортмундской «Боруссии» Георгиев дебютировал в Бундеслиге. 14 марта 2008 года в поединке против «Шальке 04» он забил свой первый гол за клуб.
После короткого возвращения в «Славию», Благо перешёл в «Терек». 15 марта 2009 года в матче против нальчинского «Спартака» Георгиев дебютировал в российской Премьер-лиге. 19 июля в поединке против «Зенита» он забил свой первый гол за новый клуб.
19 декабря было объявлено о переходе футболиста в пермский клуб по свободному трансферу. Сам Благой поблагодарил руководство предыдущего клуба и рассказал, что на его переход немало повлияли земляки, выступающие за «Амкар»: Георги Пеев и Захари Сираков. Контракт заключён до лета 2015 года.
Болгарский портал srortline.bg сообщил, что полузащитник заработает 4,5 миллиона долларов за время выступлений в Перми, а «Амкар» обошёл конкурентов в лице московского «Локомотива» и немецкого «Штутгарта» в борьбе за игрока.
15 августа 2014 года Георгиев подписал с «Рубином» двухлетний контракт. 17 августа в матче против московского «Локомотива» Благой дебютировал за казанский клуб. 29 сентября в поединке против московского «Торпедо» Георгиев забил свой первый гол за «Рубин».
31 августа 2016 года Благой заключил контракт с клубом «Оренбург». 10 сентября в матче против «Анжи» он дебютировал за новую команду. Через неделю в поединке против московского «Спартака» Георгиев забил свой первый гол за «Оренбург», реализовав пенальти.
В конце 2017 года объявил о завершении карьеры футболиста.

## Карьера в сборной
За молодёжную сборную Болгарии до 21 года сыграл 16 матчей и забил 11 голов.
13 октября 2004 года в матче отборочного турнира чемпионата мира 2006 против сборной Мальты Благой дебютировал за сборную Болгарии. 8 февраля 2007 года в товарищеском матче против сборной Кипра он забил свой первый гол за национальную команду.

### Голы за сборную Болгарии
| #  | Дата            | Место                 | Противник  | Счёт | Результат | Соревнование                       |
| -- | --------------- | --------------------- | ---------- | ---- | --------- | ---------------------------------- |
| 1. | 8 февраля 2007  | Никосия, Кипр         | Кипр       | 0:3  | 0:3       | Товарищеский матч                  |
| 2. | 14 ноября 2007  | Целе, Словения        | Словении   | 0:3  | 0:3       | Чемпионат Европы 2008 квалификация |
| 3. | 6 сентября 2008 | Подгорица, Черногория | Черногория | 2:2  | 2:2       | Чемпионат мира 2010 квалификация   |
| 4. | 19 ноября 2008  | Белград, Сербия       | Сербия     | 6:1  | 6:1       | Товарищеский матч                  |
| 5. | 18 ноября 2009  | Та-Кали, Мальта       | Мальта     | 1:3  | 1:4       | Товарищеский матч                  |

## Достижения
Командные
 «Црвена Звезда»
- Чемпионат Сербии по футболу — 2006/07
- Обладатель Кубка Сербии — 2006/07